# Montferrand (distrito de Clermont-Ferrand)

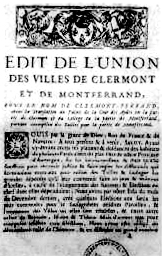
Edicto de unión entre las ciudades de Clermont y Montferrand

Montferrand (pronunciación en francés: /mɔ̃fəʁɑ̃/) es un distrito de la moderna ciudad de Clermont-Ferrand en la Auvernia. Aquellos nacidos o que viven allí se llaman Montferrandais. Su origen está en la anterior ciudad de Montferrand, la rival de Clermont durante muchos siglos hasta su unión, decretada el 15 de abril de 1630 por el edicto de Troyes (primer edicto de unión) y confirmado y hecho efectivo en 1731 por el segundo edicto de unión de Luis XV. Deseando obtener la independencia, Montferrand lo pidió en 1789, 1848 y 1863.
- Datos: Q3322688